# 婢䱵屬
婢䱵屬（學名：Latris）為日鱸目婢䱵科一屬，也是婢䱵科的模式屬。

## 名稱
本屬的學名源自希臘語，意為“女仆”，因模式種的黑白體色與19世紀法國流行的女仆裝相仿而得名，故中文譯為“婢䱵”。

## 分類
本屬目前有2個受承認的物種，如下：
- 婢䱵 Latris lineata (Forster, 1801)：又名條紋婢䱵
- 銀婢䱵 Latris pacifica Roberts, 2003：又名太平洋婢䱵